# ساعة جيب

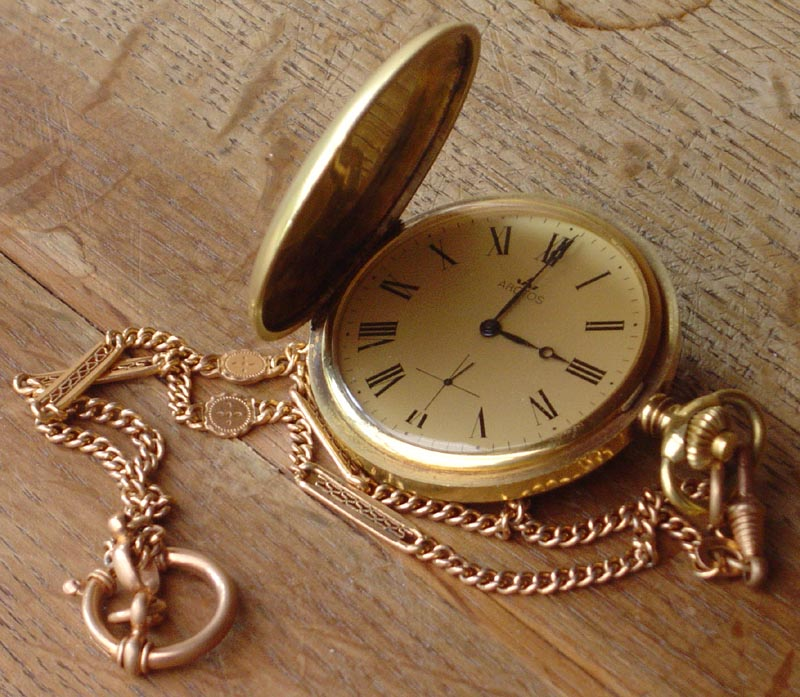
ساعة جيب ذهبية ذات سلسلة.

ساعة الجيب هي ساعة صنعت لتوضع في الجيب، وهي تختلف عن ساعة اليد، والتي تلبس حول المعصم. كان هذان النوعان هما أكثر أنواع الساعات شيوعًا منذ القرن السادس عشر الميلادي، وحتى الحرب العالمية الأولى حيث تم تصميم ساعة الخنادق التي كانت لتلائم الاستخدام العسكري. تحتوي ساعة الجيب عادةً على سلسلة للمحافظة عليها من السقوط، كما كانت تحفظ أحيانًا في غلاف جلدي،